# Arkadiusz Piech
Arkadiusz Piech (ur. 7 czerwca 1985 w Świdnicy) – polski piłkarz, występujący na pozycji napastnika, od 2024 w polskim klubie Piast Nowa Ruda.

## Kariera klubowa

### Początki kariery
Piech rozpoczął karierę w Polonii Świdnica, z którą w 2004 podpisał zawodowy kontrakt. Latem 2008 został na rundę wypożyczony do Gawina/Ślęzy Wrocław, zaś cały rok 2009 spędził na tej samej zasadzie w Widzewie Łódź.

### Ruch Chorzów
15 lutego 2010 został zawodnikiem Ruchu Chorzów. W nowych barwach zadebiutował 27 lutego 2010 w meczu ligowym z Arką Gdynia, gdy wszedł na boisku w 79. minucie. W tym samym meczu zdobył także swoją pierwszą bramkę. 1 maja 2010 roku w wygranym 1:0 meczu z Legią Warszawa zdobył drugiego gola w sezonie. W kolejnych rozgrywkach sześciokrotnie pokonywał bramkarzy rywali, zdobył m.in. hat-tricka w wygranym 3:2 spotkaniu z Legią. W sezonie 2011/12 Piech zdobył 12 goli, dzięki czemu został najlepszym strzelcem Ruchu i zajął trzecie miejsce w klasyfikacji strzelców Ekstraklasy. W marcu 2012 został przez Ekstraklasę S.A. oraz Canal+ wybrany najlepszym piłkarzem ligi miesiąca. Po zakończeniu rozgrywek został wybrany najlepszym piłkarzem Ekstraklasy sezonu 2011/12, zaś Ruch zdobył wicemistrzostwo Polski i dotarł do finału Pucharu Polski. W sezonie 2012/2013 zdobył tylko pięć bramek.

### Sivasspor
W styczniu 2013 podpisał z tureckim Sivassporem trzyipółletni kontrakt. W barwach klubu zadebiutował 27 stycznia podczas przegranego 0:3 ligowego starcia z Mersin İdman Yurdu. 7 kwietnia w meczu z Elazığsporem wyszedł w podstawowym składzie i zdobył swoją pierwszą bramkę.

### Zagłębie Lubin
28 sierpnia 2013 Piech podpisał trzyletni kontrakt z Zagłębiem Lubin. Pierwsze spotkanie oraz pierwszą bramkę w nowym klubie zdobył dwa dni później podczas spotkania ligowego z Ruchem.

### Legia Warszawa
18 czerwca 2014 podpisał trzyletni kontrakt z Legią Warszawa.

### GKS Bełchatów (wypożyczenie)
7 stycznia 2015 Piech został wypożyczony na pół roku do GKS-u Bełchatów
W ekipie z Bełchatowa wystąpił w 15 meczach Ekstraklasy strzelając w nich 11 bramek i zaliczając 1 asystę. Po sezonie 2014/15 GKS spadł z ligi, a Piech powrócił do Legii.

### AEL Limassol (wypożyczenie)
8 stycznia 2016 przeszedł na zasadzie półrocznego wypożyczenia do cypryjskiego AEL-u Limassol.

### Śląsk Wrocław
23 czerwca 2017 podpisał dwuletni kontrakt z polskim klubem Śląsk Wrocław. W czerwcu 2019 kontrakt wygasł i nie został przedłużony.

### Odra Opole
22 października 2019 związał się roczną umową z Odrą Opole.

### Górnik Polkowice
13 października 2022 podpisał kontakt z Górnikiem Polkowice, obowiązujący do końca sezonu 2022/2023.

## Kariera reprezentacyjna
6 grudnia 2011 Piech został przez Franciszka Smudę powołany do reprezentacji Polski na towarzyski mecz z Bośnią i Hercegowiną. 16 grudnia zadebiutował w reprezentacji, zmieniając w 46. minucie Macieja Jankowskiego. W maju 2012 znalazł się na liście rezerwowej szerokiej kadry na Mistrzostwa Europy 2012.

## Statystyki kariery
(aktualne na dzień 5 maja 2019)
| Klub                       | Sezon              | Liga                      | Liga  | Liga   | Puchar kraju | Puchar kraju | Europa | Europa | Inne  | Inne   | Suma  | Suma   |
| Klub                       | Sezon              | Liga                      | Mecze | Bramki | Mecze        | Bramki       | Mecze  | Bramki | Mecze | Bramki | Mecze | Bramki |
| -------------------------- | ------------------ | ------------------------- | ----- | ------ | ------------ | ------------ | ------ | ------ | ----- | ------ | ----- | ------ |
| Gawin/Ślęza Wrocław (wyp.) | 2008/09            | II liga                   | 18    | 9      | 1            | 0            | –      | –      | –     | –      | 18    | 9      |
| Widzew Łódź (wyp.)         | 2009/10            | I liga                    | 4     | 0      | 1            | 0            | –      | –      | –     | –      | 5     | 0      |
| Ruch Chorzów               | 2009/10            | Ekstraklasa               | 12    | 2      | 4            | 0            | –      | –      | –     | –      | 16    | 2      |
| Ruch Chorzów               | 2010/11            | Ekstraklasa               | 26    | 5      | 4            | 1            | 3      | 0      | –     | –      | 33    | 6      |
| Ruch Chorzów               | 2011/12            | Ekstraklasa               | 29    | 12     | 5            | 1            | –      | –      | –     | –      | 34    | 13     |
| Ruch Chorzów               | 2012/13            | Ekstraklasa               | 13    | 5      | 2            | 1            | 4      | 3      | –     | –      | 19    | 9      |
| Sivasspor                  | 2012/13            | Süper Lig                 | 7     | 1      | 1            | 0            | –      | –      | –     | –      | 8     | 1      |
| Zagłębie Lubin             | 2013/14            | Ekstraklasa               | 28    | 10     | 6            | 5            | –      | –      | –     | –      | 34    | 15     |
| Legia Warszawa             | 2014/15            | Ekstraklasa               | 4     | 0      | 0            | 0            | 1      | 0      | 1     | 0      | 6     | 0      |
| GKS Bełchatów (wyp.)       | 2014/15            | Ekstraklasa               | 15    | 11     | 0            | 0            | –      | –      | –     | –      | 15    | 11     |
| Legia Warszawa             | 2015/16            | Ekstraklasa               | 6     | 0      | 0            | 0            | –      | –      | –     | –      | 6     | 0      |
| AEL (wyp.)                 | 2015/16            | Protathlima A’ Kategorias | 13    | 9      | 2            | 0            | –      | –      | –     | –      | 15    | 9      |
| Apollon                    | 2016/17            | Protathlima A’ Kategorias | 26    | 9      | 3            | 2            | 1      | 0      | 1     | 1      | 31    | 12     |
| Śląsk Wrocław              | 2017/18            | Ekstraklasa               | 34    | 10     | 1            | 1            | 0      | 0      | 0     | 0      | 35    | 11     |
| Śląsk Wrocław              | 2018/19            | Ekstraklasa               | 24    | 2      | 3            | 2            | 0      | 0      | 0     | 0      | 27    | 4      |
| Ogólnie w karierze         | Ogólnie w karierze | Ogólnie w karierze        | 259   | 85     | 31           | 13           | 9      | 3      | 2     | 1      | 301   | 102    |

## Statystyki kariery reprezentacyjnej
(aktualne na dzień 1 września 2013 roku)
| Reprezentacja | Rok     | Mecze | Bramki |
| ------------- | ------- | ----- | ------ |
| Polska        | 2011    | 1     | 0      |
| Polska        | 2012    | 3     | 0      |
| Polska        | Ogólnie | 4     | 0      |

| 1. | 16.12.2011 | Antalya, Turcja  | Bośnia i Hercegowina | 1:0 |  | towarzyski |
| 2. | 15.08.2012 | Tallinn, Estonia | Estonia              | 0:1 |  | towarzyski |
| 3. | 12.10.2012 | Warszawa, Polska | Południowa Afryka    | 1:0 |  | towarzyski |
| 4. | 14.12.2012 | Antalya, Turcja  | Macedonia            | 4:1 |  | towarzyski |

## Sukcesy

### Ruch Chorzów
- Wicemistrzostwo Polski: 2011/2012
- Finalista Pucharu Polski: 2011/2012

### Legia Warszawa
- Mistrzostwo Polski: 2015/2016

### Apollon Limassol
- Superpuchar Cypru: 2016
- Puchar Cypru: 2016/2017

### Indywidualne
- Najlepszy piłkarz miesiąca w konkursie Ekstraklasy SA i Canal+: marzec 2012
- Najlepszy piłkarz Ekstraklasy: 2011/2012

## Konflikt z prawem
W roku 2003 za napaść z użyciem niebezpiecznego narzędzia został skazany na półtora roku pozbawienia wolności, w więzieniu spędził 9 miesięcy.